# Église Saint-Pierre de Châtillon-Coligny
Pour les articles homonymes, voir Église Saint-Pierre.
L'église Saint-Pierre est une église catholique située à Châtillon-Coligny, dans le département du Loiret, en France.

## Historique
L'église Saint-Pierre-et-Saint-Paul fut construite à partir de la fin du XVe siècle jusqu'au XIXe siècle, à côté d'une porte de la ville. Originellement bâtie comme chapelle pour le père de Gaspard Ier de Coligny au début du XVIe siècle, elle devient église paroissiale en 1551 lquand Gaspard Ier, converti au protestantisme, interdit aux habitants l'accès de l'église collégiale située dans l'enceinte du château. 18 ans plus tard, en 1569, elle est incendiée par les calvinistes, et réparée vers la fin du XVIe siècle. Pendant le XVIIe siècle sont construits un bas-côté et la chapelle nord, qui portent les dates 1626 et 1647. En 1867, l'architecte diocésain J. Fournier fait achever la partie ouest de la nef, reconstruire la façade, et refaire les voûtes de la nef en brique. Le clocher est construit sur une ancienne tour de fortification du XIVe siècle.
L'édifice est inscrit au titre des monuments historiques en 1929.

## Pour approfondir